# Czynszakiangozaur
Czynszakiangozaur (Chinshakiangosaurus) – rodzaj zauropoda żyjącego we wczesnej jurze na terenie dzisiejszych Chin. Został nazwany przez Ye w 1975 roku, jednak formalny opis taksonu przedstawił dopiero Dong Zhiming w 1992 roku. Dong zaklasyfikował czynszakiangozaura do rodziny melanorozaurów (Melanorosauridae). Ponieważ Chinshakiangosaurus został opisany w oparciu o fragmentaryczne skamieniałości Upchurch, Dodson i Barrett (2004) uznali go za nomen dubium. Badania lewej kości zębowej przeprowadzone przez Upchurcha i współpracowników wykazały, że Chinshakiangosaurus miał nietypową kombinację cech zauropodów i prozauropodów. Prawdopodobnie dinozaur ten miał policzki, stanowiące cechę euzauropodów. Przeprowadzona przez autorów analiza kladystyczna sugeruje, że Chinshakiangosaurus jest jednym z najbardziej bazalnych znanych zauropodów.